# Aedes timorensis
Aedes timorensis är en tvåvingeart som först beskrevs av Miyagi, Toma och Lien 2004.  Aedes timorensis ingår i släktet Aedes och familjen stickmyggor. Inga underarter finns listade i Catalogue of Life.